# Amarsinhji Banesinhji
Amarsinhji Banesinhji (Wankaner, 4 gennaio 1879 – Wankaner, 25 giugno 1954) è stato un principe e militare indiano.
È stato maharana di Wankaner dal 1881 al 1948.

## Biografia
Alla morte del padre, il maharana Banesinhji Jaswantsinhji il 25 giugno 1881, siccome Amarsinhji Banesinhji aveva solo due anni, lo stato fu posto sotto l'amministrazione del governo. Studiò al Rajkumar College di Rajkot, e gli fu dato il comando dello stato il 18 marzo 1889.
Prestò servizio durante la grande guerra con i Kathiawar Motor Ambulance Corps dal 1915 al 1916, ottenendo il grado onorifico di capitano dell'esercito imperiale britannico in India. Monarca di stampo progressista, si interessò alla salute dei suoi sudditi e fondò la Farmers' Co-operative Bank, il primo banco cooperativo della regione di Saurashtra allo scopo di concedere finanziamenti ai contadini locali, promuovere l'agricoltura e le industrie tessili dell'area. Riformò i servizi pubblici, rafforzò le forze di polizia e fondò i primi consigli dei villaggi del suo stato.
Eccelleva nel badminton, nel cricket dove fu marcatore.
Si interessò anche di automobilismo, aeronautica e architettura, costruendo diversi palazzi ed edifici pubblici a Wankaner, oltre alla Wankaner House a Bombay. Celebrò il suo giubileo d'oro il 31 maggio 1931.
Siglò il trattato di unione al Dominion dell'India il 15 febbraio 1948 ed il suo stato entrò a far parte dello Stato Unito di Kathiawar.
Nel 1951 venne fondata in suo onore da suo figlio la Shree Amarsinhji Mills Limited, industria per la lavorazione dei tessuti. Suo nipote, Digvijaysinh Jhala è l'attuale presidente della compagnia.
Alla sua morte, nel 1954, il suo primogenito Pratapsinhji Amarsinhji gli succedette formalmente come maharana di Wankaner.

## Onorificenze

### Posizioni militari onorarie
| Forza militare      | Unità    | Posizione | Anno |
| ------------------- | -------- | --------- | ---- |
| British Indian Army | Esercito | Capitano  | 1918 |